# Голуб гривастий
Голуб гривастий, або голуб нікобарський (Caloenas nicobarica) — птах, родини голубових, що зустрічається на малих островах і в прибережних районах Нікобарських островів, на схід до Малайського архіпелагу, на Соломонових островах і Палау. Це єдиний живий представник роду Caloenas і найближчий живий родич вимерлого маврикійського дронта.

## Опис

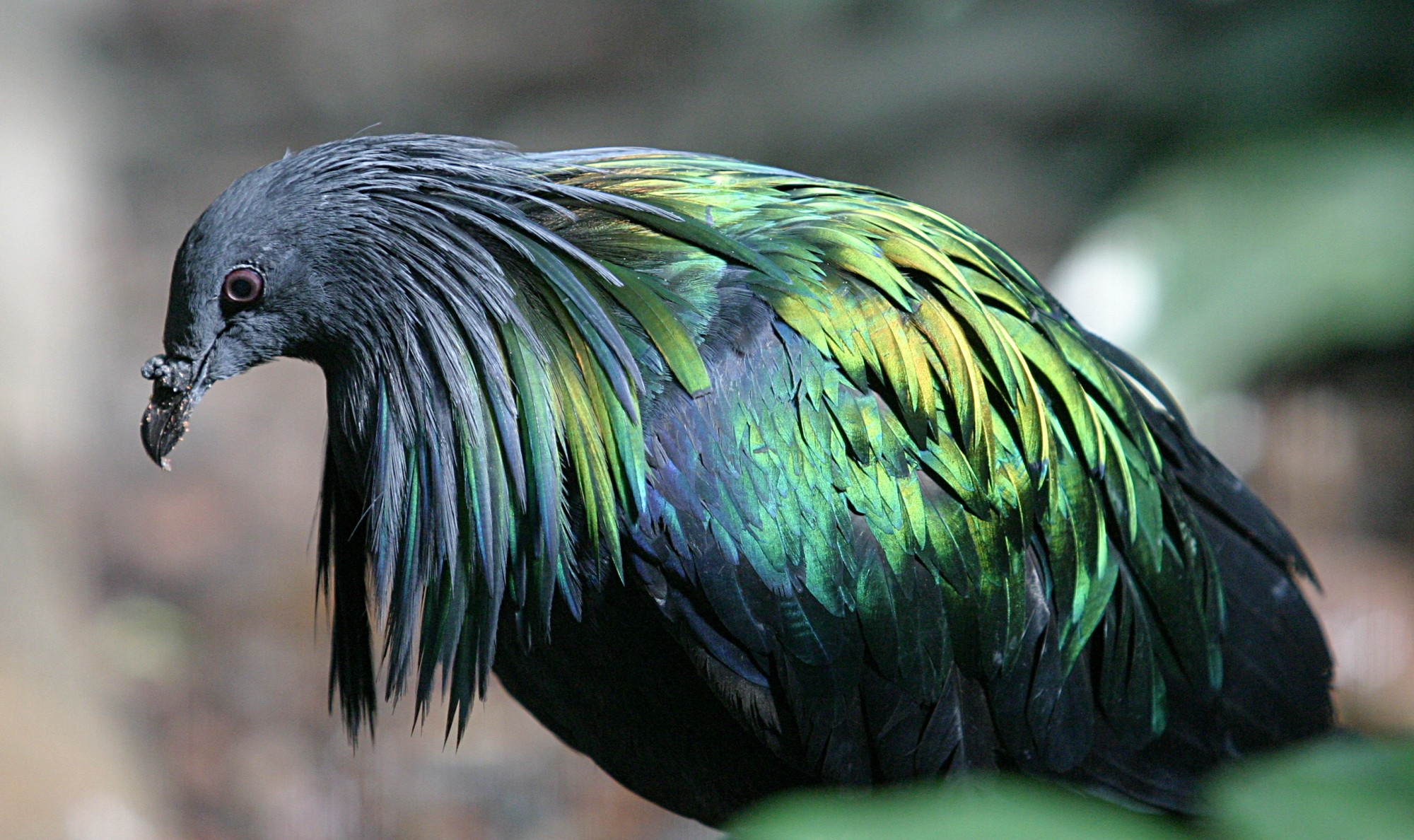
Дорослий птах в зоопарку Мілвокі Каунті

Це великий голуб, довжиною 40 см. Голова сіра, як і верхнє оперення шиї, що переходить в пір'я зеленого і мідного відтінків. Хвіст дуже короткий і чисто білий. Інше його оперення золотисто-зеленого кольору. Дзьоб темний; ноги сильні, тьмяно-червоного кольору. Райдужка темна.
Самки трохи менше за самців; вони мають менший дзьоб, коротше пір'я і смаглявіший низ. Незрілі птахів мають чорним хвіст і у них майже відсутня іризація. Існують ледь помітні відмінності серед широкого кола птахів. Лише підвид з Палау C. n. pelewensis має лише коротше пір'я шиї, але в іншому практично не відрізняється від інших представників виду.

## Поведінка і екологія
Ареал розмноження голуба нікобарського охоплює Андаманські і Нікобарські острови в Індії, архіпелаг Мерґуі в М'янмі, прибережні острови на південному заході Таїланду, Західну Малайзію, південь Камбоджі та В'єтнаму, численні маленькі острови між Суматрою, Філіппінами і Соломоновими Островами. На Палау, зустрічається лише підвид C. n. pelewensis.

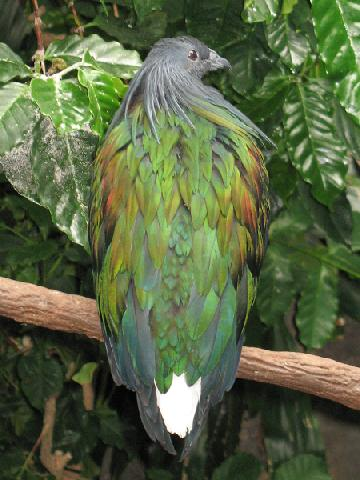
Білий хвіст є найбільш помітною ознакою дорослих голубів нікобарських, особливо помітний на відстані в сутінках

Голуб нікобарський кочує зграйками від острова до острова, як правило, спить на шельфових острівцях, де не зустрічаються хижаки і проводить день у районах із найкращою доступністю їжі, зокрема, в районах проживання людей. Харчується насінням, фруктами і бруньками, і це вабить його до районів, де є зерно. Шлункові камені допомагають йому подрібнити тверді продукти харчування. Його політ швидкий, з регулярними ударами і випадковим різким рухом крил, як це характерно для голубів у цілому. На відміну від інших голубів, групи, як правило літати в колонках або одним рядом, а не невпорядкованим скупченням. Білий хвіст добре видно в польоті, якщо дивитись на птаха ззаду і може служити своєрідним орієнтиром, що допомагає зграї триматися разом, під час перельоту над море на світанку або в сутінках. Відсутність у молодих птахів білого хвоста є сигналом про їхню незрілість і чітким свідченням для інших родичів — дорослих голубів нікобарських, що такий птах не є ні потенційним партнером, ні потенційним конкурентом для інших птахів зграї, ні достатньо зрілий, щоб безпечно вести згаю від одного острова до іншого.
Цей вид гніздиться в густому лісі на морських острівцях, часто у великих колоніях. Будує гніздо в порожнистій гілці дерева. Самиця відкладає одне еліптичне біле, злегка блакитно-забарвлене, яйце.

## Середовище існування

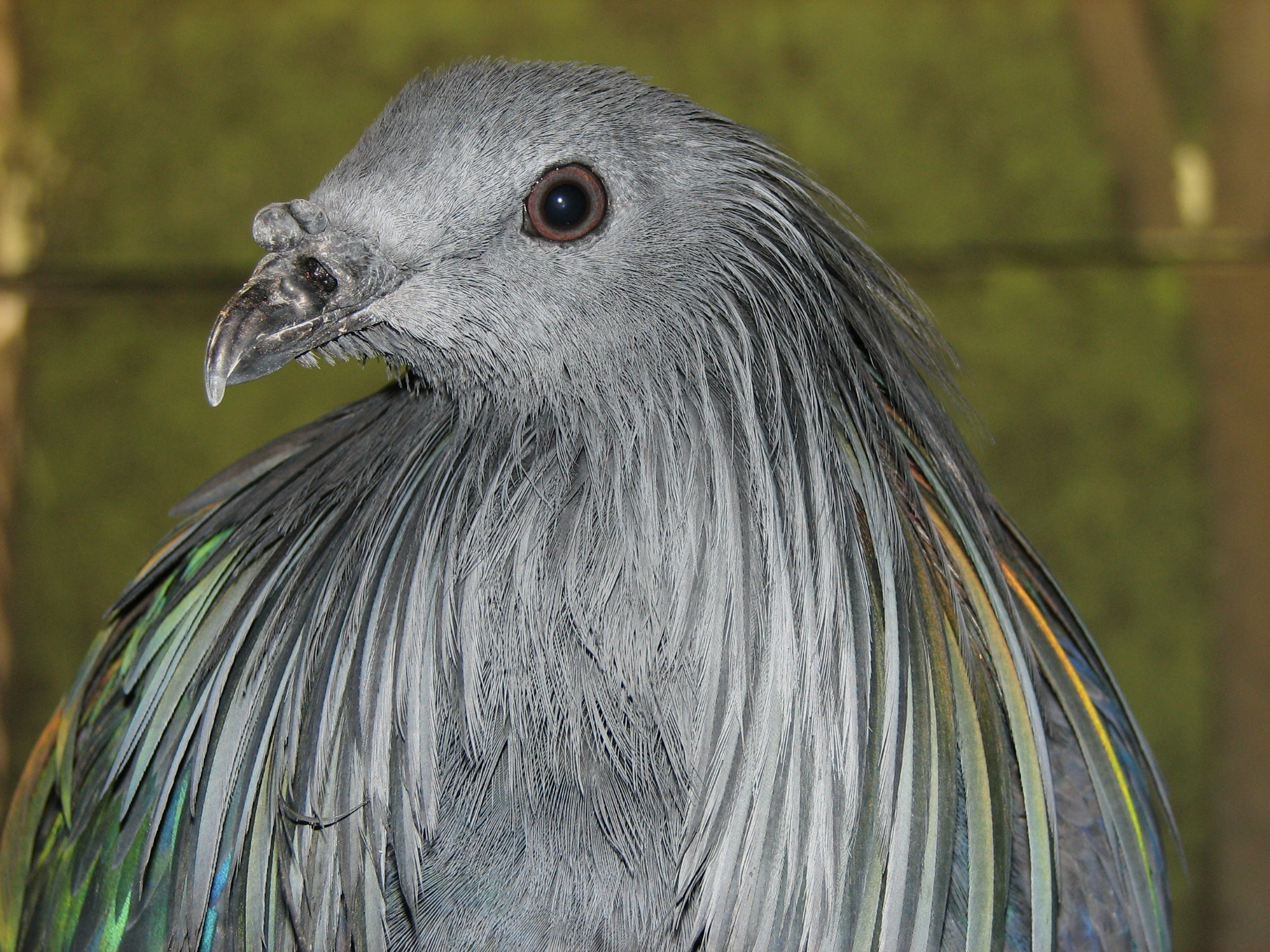
Голова голуба нікобарського

На Нікобарських островах (які згадуються в загальних і наукових назвах птаха), найбільш значна колонія в наш час була виявлена на острові Бетті Малв, віддаленому заповіднику між Кар Нікобар і Терессою. У 2004 році цунамі в Індійському океані нанесло величезний збиток Нікобарським островам, і до сих пір не зовсім зрозуміло, наскільки була порушена екосистема Бетті Малв. Але поки все на деяких острівцях у Великому Нікобарському біосферному заповіднику було зруйнованим, маяк острова Бетті Малв — каркасна вежа заввишки кількадесят метрів, розташована на висоті кілька метрів над рівнем моря на найвищій точці низинного острова — був мало пошкоджений і введений в експлуатацію за допомогою гідрографічного судна INS Sandhayak менш ніж через місяць після стихійного лиха. У квітні 2007 року обстеження судном індійської берегової охорони ICGS Vikram виявило вежу маяка повністю покриту виноградною лозою, що відповідає високому рівню регенерації рослинності — але, можливо, також, що пошкодження лісу острова було серйозним, оскільки покриття виткими рослинами є типовим на ранній стадії сукцесії, в той час як фотографія маяка, знята до цунамі, демонструє досить зрілий ліс.

## Збереження

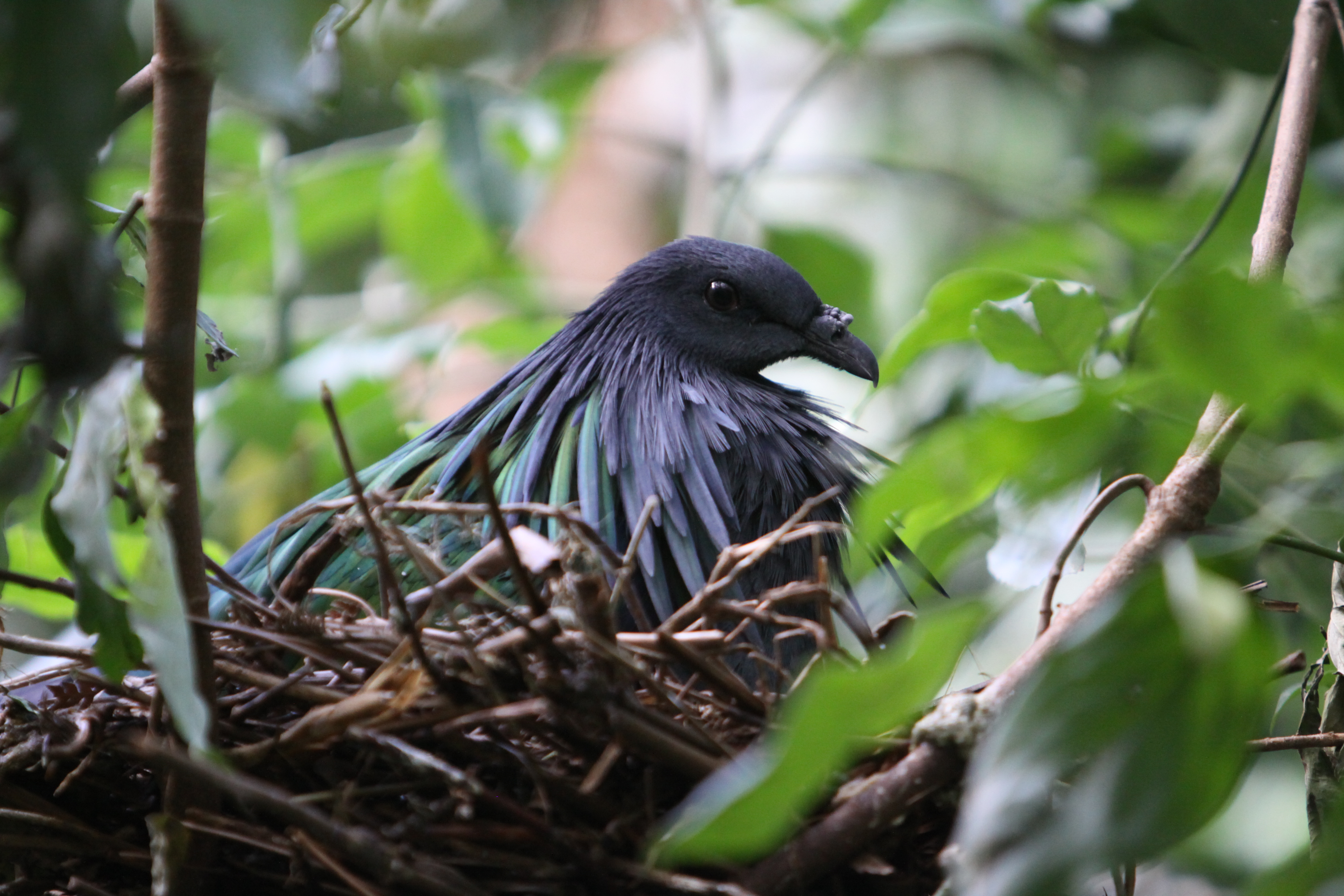
Голуб нікобарський в Парку дикої природи Даррелла

На голубів нікобарських полюють для виробництва продуктів харчування, а також заради їх шлункових каменів, які використовується в ювелірних прикрасах. Цей вид також постачають на місцеві ринки домашніх тварин, але, відповідно до Додатоку I СІТЕС, така торгівля, як правило, незаконна. На міжнародному рівні, розведення в неволі можливе з метою постачання затребуваних птахів в зоопарки, де цю привабливу і незвичайну птицю часто можна бачити. Пряме використання видів, навіть в тому числі незаконна торгівля ними, може бути уставленою сама по собі; проте, кількість доступних для гніздування оселищ знижується. З одного боку, офшорні острівці, на яких мешкає голуб нікобарський, часто вирубуються для плантацій, будівельної діяльності, або забруднюються прилеглою промисловістю або гаванями. Крім того, збільшення подорожей представив хижаків все більше і більше зменшує місця розмноження і колонії голуба нікобарського, які можуть відтіснятися в пустелю або бути знищені відразу. Хоча птах широко поширений і в деяких місцях дуже поширений — навіть на невеликому Палау його все ще досить багато — за оцінками залишилося 1000 дорослих птахів, проте, його довгострокове майбутнє все більше і більше поставлене під загрозу. Через це, МСОП вважає статус С. nicobarica близьким до загрозливого.

## Систематика
На основі кладистичного аналізу мтДНК цитохром b і 12S рРНК послідовностей, голуба нікобарського іноді називають найближчим живим родичем вимерлих дронтових (Raphidae), які включають в себе відомого маврикійського дронта (Raphus cucullatus). Однак, результати дослідження показали, що можна стверджувати лише про слабку таку можливість через обмежені зразки таксонів. У будь-якому випадку, яДНК β-фібриногену інтрон 7 послідовних даних узгоджується з ідеєю дронтових як підродини голубів (а не самостійної сім'я, як вважалося раніше в зв'язку з їх химерними апоморфіями), яка була частиною різноманітних Індо-Тихоокеанських областей випромінювання, до якого голуби нікобарські також належить.
Наступна кладограма, створена Шапіро і його колегами (2002), показує спорідненість голуба нікобарського в межах Голубині, клади, як правило, складаються з наземні острівних ендеміків.
|  | Caloenas nicobarica (Голуб нікобарський)                                                                             |
|  | |
|  | \| \| Pezophaps solitaria (Родрігеський дронт) \| \| \| \| \| \| Raphus cucullatus (Маврикійський дронт) \| \| \| \| |
|  | |
|  | Pezophaps solitaria (Родрігеський дронт)                                                                             |
|  | |
|  | Raphus cucullatus (Маврикійський дронт)                                                                              |
|  | |

|  | Pezophaps solitaria (Родрігеський дронт) |
|  |                                          |
|  | Raphus cucullatus (Маврикійський дронт)  |
|  |                                          |

|  | Caloenas nicobarica (Голуб нікобарський)                                                                             |
|  | |
|  | \| \| Pezophaps solitaria (Родрігеський дронт) \| \| \| \| \| \| Raphus cucullatus (Маврикійський дронт) \| \| \| \| |
|  | |
|  | Pezophaps solitaria (Родрігеський дронт)                                                                             |
|  | |
|  | Raphus cucullatus (Маврикійський дронт)                                                                              |
|  | |

|  | Pezophaps solitaria (Родрігеський дронт) |
|  |                                          |
|  | Raphus cucullatus (Маврикійський дронт)  |
|  |                                          |

|  | Caloenas nicobarica (Голуб нікобарський)                                                                             |
|  | |
|  | \| \| Pezophaps solitaria (Родрігеський дронт) \| \| \| \| \| \| Raphus cucullatus (Маврикійський дронт) \| \| \| \| |
|  | |
|  | Pezophaps solitaria (Родрігеський дронт)                                                                             |
|  | |
|  | Raphus cucullatus (Маврикійський дронт)                                                                              |
|  | |

|  | Pezophaps solitaria (Родрігеський дронт) |
|  |                                          |
|  | Raphus cucullatus (Маврикійський дронт)  |
|  |                                          |

|  | Caloenas nicobarica (Голуб нікобарський)                                                                             |
|  | |
|  | \| \| Pezophaps solitaria (Родрігеський дронт) \| \| \| \| \| \| Raphus cucullatus (Маврикійський дронт) \| \| \| \| |
|  | |
|  | Pezophaps solitaria (Родрігеський дронт)                                                                             |
|  | |
|  | Raphus cucullatus (Маврикійський дронт)                                                                              |
|  | |

|  | Pezophaps solitaria (Родрігеський дронт) |
|  |                                          |
|  | Raphus cucullatus (Маврикійський дронт)  |
|  |                                          |

|  | Caloenas nicobarica (Голуб нікобарський)                                                                             |
|  | |
|  | \| \| Pezophaps solitaria (Родрігеський дронт) \| \| \| \| \| \| Raphus cucullatus (Маврикійський дронт) \| \| \| \| |
|  | |
|  | Pezophaps solitaria (Родрігеський дронт)                                                                             |
|  | |
|  | Raphus cucullatus (Маврикійський дронт)                                                                              |
|  | |

|  | Pezophaps solitaria (Родрігеський дронт) |
|  |                                          |
|  | Raphus cucullatus (Маврикійський дронт)  |
|  |                                          |

|  | Caloenas nicobarica (Голуб нікобарський)                                                                             |
|  | |
|  | \| \| Pezophaps solitaria (Родрігеський дронт) \| \| \| \| \| \| Raphus cucullatus (Маврикійський дронт) \| \| \| \| |
|  | |
|  | Pezophaps solitaria (Родрігеський дронт)                                                                             |
|  | |
|  | Raphus cucullatus (Маврикійський дронт)                                                                              |
|  | |

|  | Pezophaps solitaria (Родрігеський дронт) |
|  |                                          |
|  | Raphus cucullatus (Маврикійський дронт)  |
|  |                                          |

|  | Caloenas nicobarica (Голуб нікобарський)                                                                             |
|  | |
|  | \| \| Pezophaps solitaria (Родрігеський дронт) \| \| \| \| \| \| Raphus cucullatus (Маврикійський дронт) \| \| \| \| |
|  | |
|  | Pezophaps solitaria (Родрігеський дронт)                                                                             |
|  | |
|  | Raphus cucullatus (Маврикійський дронт)                                                                              |
|  | |

|  | Pezophaps solitaria (Родрігеський дронт) |
|  |                                          |
|  | Raphus cucullatus (Маврикійський дронт)  |
|  |                                          |

|  | Caloenas nicobarica (Голуб нікобарський)                                                                             |
|  | |
|  | \| \| Pezophaps solitaria (Родрігеський дронт) \| \| \| \| \| \| Raphus cucullatus (Маврикійський дронт) \| \| \| \| |
|  | |
|  | Pezophaps solitaria (Родрігеський дронт)                                                                             |
|  | |
|  | Raphus cucullatus (Маврикійський дронт)                                                                              |
|  | |

|  | Pezophaps solitaria (Родрігеський дронт) |
|  |                                          |
|  | Raphus cucullatus (Маврикійський дронт)  |
|  |                                          |

|  | Caloenas nicobarica (Голуб нікобарський)                                                                             |
|  | |
|  | \| \| Pezophaps solitaria (Родрігеський дронт) \| \| \| \| \| \| Raphus cucullatus (Маврикійський дронт) \| \| \| \| |
|  | |
|  | Pezophaps solitaria (Родрігеський дронт)                                                                             |
|  | |
|  | Raphus cucullatus (Маврикійський дронт)                                                                              |
|  | |

|  | Pezophaps solitaria (Родрігеський дронт) |
|  |                                          |
|  | Raphus cucullatus (Маврикійський дронт)  |
|  |                                          |

|  | Caloenas nicobarica (Голуб нікобарський)                                                                             |
|  | |
|  | \| \| Pezophaps solitaria (Родрігеський дронт) \| \| \| \| \| \| Raphus cucullatus (Маврикійський дронт) \| \| \| \| |
|  | |
|  | Pezophaps solitaria (Родрігеський дронт)                                                                             |
|  | |
|  | Raphus cucullatus (Маврикійський дронт)                                                                              |
|  | |

|  | Pezophaps solitaria (Родрігеський дронт) |
|  |                                          |
|  | Raphus cucullatus (Маврикійський дронт)  |
|  |                                          |

|  | Caloenas nicobarica (Голуб нікобарський)                                                                             |
|  | |
|  | \| \| Pezophaps solitaria (Родрігеський дронт) \| \| \| \| \| \| Raphus cucullatus (Маврикійський дронт) \| \| \| \| |
|  | |
|  | Pezophaps solitaria (Родрігеський дронт)                                                                             |
|  | |
|  | Raphus cucullatus (Маврикійський дронт)                                                                              |
|  | |

|  | Pezophaps solitaria (Родрігеський дронт) |
|  |                                          |
|  | Raphus cucullatus (Маврикійський дронт)  |
|  |                                          |

|  | Caloenas nicobarica (Голуб нікобарський)                                                                             |
|  | |
|  | \| \| Pezophaps solitaria (Родрігеський дронт) \| \| \| \| \| \| Raphus cucullatus (Маврикійський дронт) \| \| \| \| |
|  | |
|  | Pezophaps solitaria (Родрігеський дронт)                                                                             |
|  | |
|  | Raphus cucullatus (Маврикійський дронт)                                                                              |
|  | |

|  | Pezophaps solitaria (Родрігеський дронт) |
|  |                                          |
|  | Raphus cucullatus (Маврикійський дронт)  |
|  |                                          |

|  | Caloenas nicobarica (Голуб нікобарський)                                                                             |
|  | |
|  | \| \| Pezophaps solitaria (Родрігеський дронт) \| \| \| \| \| \| Raphus cucullatus (Маврикійський дронт) \| \| \| \| |
|  | |
|  | Pezophaps solitaria (Родрігеський дронт)                                                                             |
|  | |
|  | Raphus cucullatus (Маврикійський дронт)                                                                              |
|  | |

|  | Pezophaps solitaria (Родрігеський дронт) |
|  |                                          |
|  | Raphus cucullatus (Маврикійський дронт)  |
|  |                                          |

|  | Caloenas nicobarica (Голуб нікобарський)                                                                             |
|  | |
|  | \| \| Pezophaps solitaria (Родрігеський дронт) \| \| \| \| \| \| Raphus cucullatus (Маврикійський дронт) \| \| \| \| |
|  | |
|  | Pezophaps solitaria (Родрігеський дронт)                                                                             |
|  | |
|  | Raphus cucullatus (Маврикійський дронт)                                                                              |
|  | |

|  | Pezophaps solitaria (Родрігеський дронт) |
|  |                                          |
|  | Raphus cucullatus (Маврикійський дронт)  |
|  |                                          |

|  | Caloenas nicobarica (Голуб нікобарський)                                                                             |
|  | |
|  | \| \| Pezophaps solitaria (Родрігеський дронт) \| \| \| \| \| \| Raphus cucullatus (Маврикійський дронт) \| \| \| \| |
|  | |
|  | Pezophaps solitaria (Родрігеський дронт)                                                                             |
|  | |
|  | Raphus cucullatus (Маврикійський дронт)                                                                              |
|  | |

|  | Pezophaps solitaria (Родрігеський дронт) |
|  |                                          |
|  | Raphus cucullatus (Маврикійський дронт)  |
|  |                                          |

|  | Caloenas nicobarica (Голуб нікобарський)                                                                             |
|  | |
|  | \| \| Pezophaps solitaria (Родрігеський дронт) \| \| \| \| \| \| Raphus cucullatus (Маврикійський дронт) \| \| \| \| |
|  | |
|  | Pezophaps solitaria (Родрігеський дронт)                                                                             |
|  | |
|  | Raphus cucullatus (Маврикійський дронт)                                                                              |
|  | |

|  | Pezophaps solitaria (Родрігеський дронт) |
|  |                                          |
|  | Raphus cucullatus (Маврикійський дронт)  |
|  |                                          |

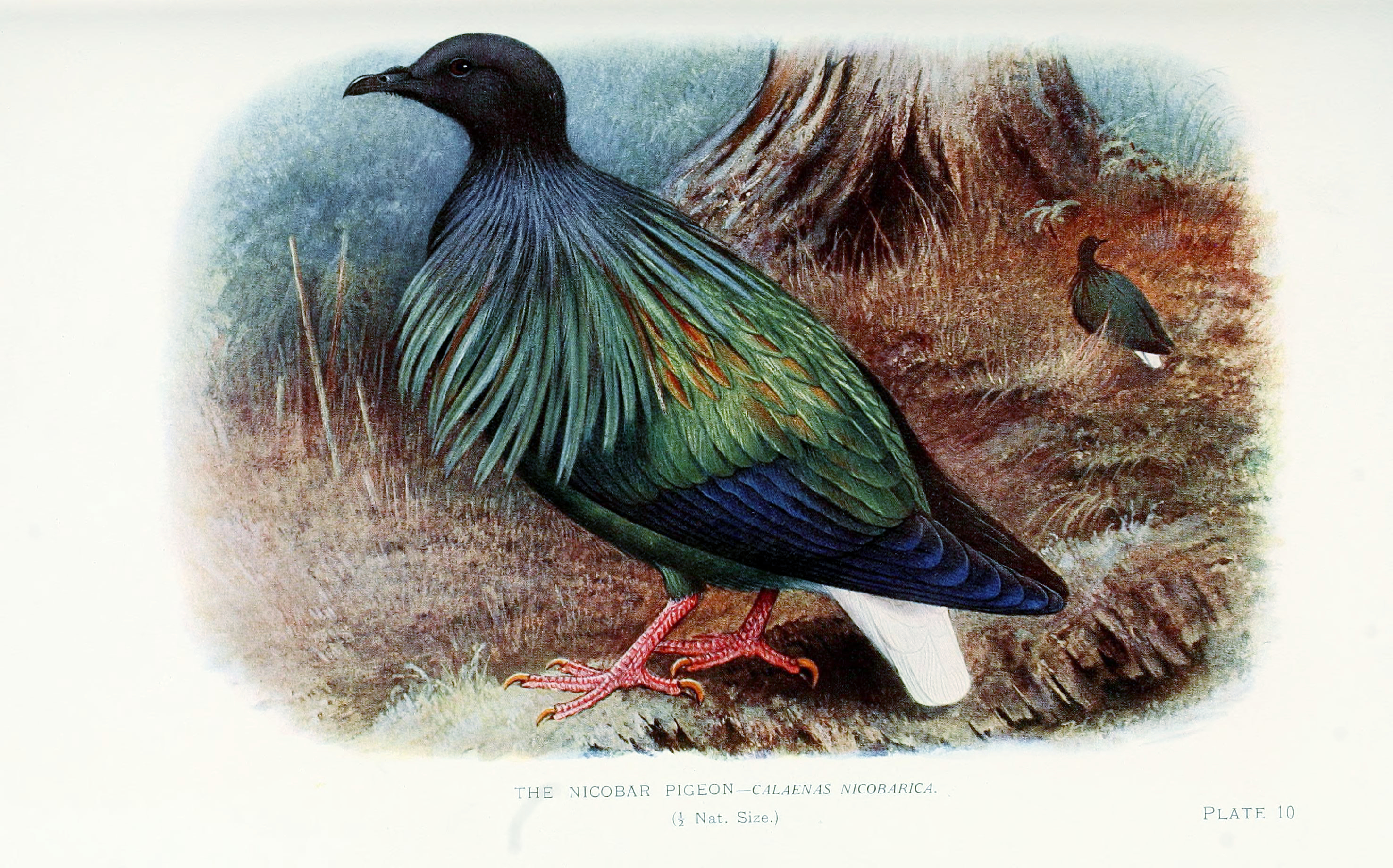
Малюнок Генріка Грьонвольда

Аналогічна кладограма була опублікована у 2007 році, відрізняючись лише перевернутим розміщенням Goura і Didunculus, а також у включенні Otidiphaps nobilis і Trugon terrestris біля основи клади..
С. nicobarica є вельми сингулярним представником Голубових (хоча і менш аутапоморфічний, ніж літають дронтові), так само як, наприклад, голуб зубчастий (Didunculus strigirostris) і вінценосний голуб (Goura), які, як правило, розглядаються як окремі підродини. Отже, голуб нікобарський цілком може представляти іншу нині монотипну підродину. І в той час, не можна виключати можливості, що будь-який з напів-земних голубів Південно-Східної Азії і Воллесії є найближчим живим родичем дронтових, голуб нікобарський є більш достовірним кандидатом, ніж, наприклад, група Ducula і Ptilinopus, яка видається, частиною одного і того ж випромінювання.